# Feloderme
Feloderme é a parte da periderme constituída por células do parênquima. 
A feloderme origina-se por divisão das células do felogénio em direção à parte interna da planta. Apresentam células que podem armazenar compostos. Tecido vivo de preenchimento e reserva. 
é produzido pelo felogeneo(cambio da casca)